# 불근도
불근도(佛斤島)는 대한민국 전라남도 완도군 청산면에 있는 섬이다. 특정도서로 지정하여 관리되고 있다.

## 특정도서
불근도는 상록활엽수림 군락 및 초지 군락이 발달하고, 경관이 수려하며, 괭이갈매기, 민물가마우지 등 서식조류가 다양하여 독도 등 도서지역의 생태계보전에 관한 특별법에 의거 특정도서로 지정되었다.
- 지정번호 : 제58호
- 면적 : 102,545m2
- 지번 : 전라남도 완도군 청산면 모도리 산631